# 범일동 동일타워
범일동 동일타워(영어: DONG IL TOWER)는 대한민국 부산광역시 동구 범일동에 위치한 마천루이다. 시공이 좋다. 1995년에 착공하여 2014년에 완공하였다. 지상 30층, 지하 6층이다. 시행사는 (주)이스트건설, 시공사는 (주)동일, 신탁사는 국제신탁이다.

## 역사
1995년 5월에 허가되고 착공하였다. 이전에 지상 25층의 건물을 지을 계획이 있다. 골조가 완성되고 1997년에 IMF 위기 이후 회사 부도가 나고 공사가 중단된다. 2012년 건축허가를 얻어 설계변경까지 했다. 그 당시 인수가 있었다. 이 건물을 사들여 공사 시작했고 2013년 30층으로 증축한다. 30층까지 골조공사를 마친 상태다. 9월 동일타워를 분양한다. 2014년 10월 1일에 사용 승인이 되었고 10월 21일에 완공되었다.

## 높이
높이는 114m이다. 완공 후 동구에서 높은 복합빌딩이 되었다. 현재 동구에서 높은 복합빌딩이다. 계획 당시 지상 25층의 높이 건물을 추진하지만 건축허가 후 지상 30층으로 증축했다. 이 건물보다 높은 건물을 볼 수 있는데 2014년에 완공된 부산광역시에서 가장 높은 오피스 빌딩인 부산국제금융센터(63층, 289m)이다.

## 특징
저층에는 판매시설이 있고 업무시설이 있다. 저층 다음에는 오피스텔이 있다. 건물 구조는 철골철근콘크리트구조다. 설계상 주차대수는 1,072대다. 일반형 395대 (장애인형: 31대, 조업주차 4대 포함), 확장형 204대, 경형 66대, 평형 7대, 기계식주차대수는 400대다. 입주 후 총 주차대수는 1065대다. 기계식 400대, 자주식 665대다.

## 내부 시설
다음은 범일동 동일타워의 내부 시설이다.
| 층수                | 시설                 |
| ------------------- | -------------------- |
| 12층 ~ 30층         | 오피스텔             |
| 4층 ~ 11층          | 업무시설             |
| 2층 ~ 3층           | 판매시설             |
| 1층                 | 로비, 판매시설       |
| 지하 1층            | 지하주차장, 판매시설 |
| 지하 5층 ~ 지하 2층 | 지하주차장           |
| 지하 6층            | 지하주차장, 전기실   |